# NKD (azienda)
NKD è una catena di negozi di abbigliamento e tessili casalinghi con punti vendita, in totale circa 2000, in Germania, Austria, Italia, Svizzera, Slovenia, Polonia e Croazia.

## Storia
L'azienda fu fondata nel 1962 da Burkard Hellbach (che è rimasto alla guida dell'azienda fino al 2001) a Essen, con il nome NK Discount; nel 1976 fu aperta la sede di Bindlach, in Alta Franconia, dove ha tuttora il suo quartier generale, che è stato rinnovato nel 2013.
Nel 1995 l'azienda ha varcato per la prima volta i confini della Germania, acquisendo i 100 punti vendita dell'austriaca Herz TPS.
Nove anni più tardi anche i punti vendita austriaci, nel frattempo cresciuti fino a 230, assunsero l'insegna NKD. Nello stesso anno furono raggiunti i mille punti vendita.
Nel 2006 fu aperto il primo negozio in Italia, nel 2008 in Slovenia, nel 2009 in Svizzera, nel 2010 in Croazia e nel 2011 in Polonia.
Dal novembre 2013 l'azienda, in difficoltà economiche, è stata acquisita dal fondo di investimento OpCapita, che l'ha comprata dalla Daun & Cie (che a sua volta possedeva NKD dal 2003), per 20 milioni di euro.
A marzo 2019 TDR Capital acquista NDK Group da OpCapita.